# Романовское (Владимирская область)
Романовское — село в Александровском муниципальном районе Владимирской области России, входит в состав Каринского сельского поселения.

## География
Село находится на левом берегу реки Малый Киржач. Русло реки извилистое, юго-западнее Романовского находится излучина, где Малый Киржач поворачивает на юго-восток. В дальнейшем он сливается с Большим Киржачом и образует реку Киржач. Село вытянуто с северо-востока на юго-запад. Сильных перепадов высот не наблюдается. В окрестностях много лесов, произрастают преимущественно ель и берёза. На юго-восточной окраине — небольшое болото.
Долина реки заселена слабо. На противоположном, правом берегу Малого Киржача к западу находится заброшенная деревня Дубки, к юго-западу — малонаселённая деревня Старово, к северу, за урочищем Каменка — также заброшенная деревня Гавшино. Ближайшие населённые пункты на левом берегу реки — деревни Мелехино (юго-восток, население отсутствует), Бардово (Киржачский район, юго-восток, население крайне малочисленно), Петраково (северо-восток, население крайне малочисленно). Далее на юго-восток, за Бардово, в районе деревни Слободка, расположен спортивный аэродром Слободка.
В 9 км к северо-западу находится город Карабаново, в 11,5 км к югу — город Киржач. Автодорога, соединяющая эти города, проходит в 4 км к западу от села. Расстояние до районного центра города Александров — 12 км (северо-западное направление). Центр сельского поселения, село Большое Каринское — западнее Александрова, в 15 км от Романовского. Ближайшая железнодорожная станция — Бельково, на Большом кольце Московской железной дороги, на расстоянии 4,5 км к юго-западу от села.

## История
В окрестностях села выявлено несколько археологических памятников: русское селище «Романовское» XVI—XVII веков на левом берегу Малого Киржача, в черте села, и курганная группа «Романовская» XII—XIII веков на правом берегу Малого Киржача, к юго-западу от села. В деревне Старово расположено древнерусское селище «Старовское» XII—XVII веков, также являющееся памятником археологии.
Существуют упоминания, что село Романовское на Киржаче в XIV веке было куплено московским князем Семёном Гордым в состав дворцовых земель. В XV веке на Киржаче существовала Романовская волость, входившая в Переславский уезд. Земли волости относились к владениям митрополитов — сначала митрополитов Киевских и всея Руси, затем Московских и всея Руси.
По некоторым данным, ранее в селе существовала церковь Воскресения Словущего, основанная не позднее XVI века. Последнее здание прихода было построено к 1847 году. Церковь была каменной, с тёплыми приделами в честь Николая Чудотворца и Димитрия Солунского. Она не сохранилась. К церкви был приписан также кирпичный часовенный столб в соседней деревне Старово. Он, будучи возведён во второй половине XIX века, сохранился до наших дней.
В 1859 году в селе Романовском было 42 двора, село относилось к 1-му стану Александровского уезда Владимирской губернии.

## Население
| 1859 | 1905 | 1926 | 2002 | 2010 | 2021 |
| ---- | ---- | ---- | ---- | ---- | ---- |
| 212  | ↗271 | ↘241 | ↘101 | ↘53  | ↗58  |

В плане национального состава, согласно данным переписи 2002 года, 95 % населения села составляли русские. По переписи 2010 года русские составляли уже 100 % жителей.

## Известные уроженцы и жители
- Романовский, Василий Иванович (ум. 1886) — протоиерей, сын диакона села Романовского. Писатель, любитель садоводства и пчеловодства, печатал статьи по этим вопросам в изданиях Юрьевского общества сельского хозяйства, членом-корреспондентом которого состоял[18].

## Инфраструктура
- Небольшая деревянная православная часовня[19]
- Согласно генеральному плану Каринского сельского поселения, в Романовском имеются здания клуба, школы, молочной фермы с силосным сооружением, водокачка[4]